# Munții Franklin (Texas)
Munții Franklin (Franklin Mountains) sunt un lanț de munți ce se află situați în statele Texas și New Mexico, din SUA. Ei se întind pe o lungime de 23 km și au o lățime medie de 4,8 km. Munții Franklin se extind de la El Paso, Texas, spre nord în statul New Mexico. Din punct de vedere orogenetic se consideră că s-au format prin mișcările tectonice în ultimii 85 și 45 milioane de ani. Cel mai înalt vârf este muntele Nord Franklin munte cu altitudinea de 2192 m deasupra n.m.. O mare parte din rocile constituente sunt roci sedimentare cu vârsta de 1.25 miliarde de ani (precambrian), apar uneori și incluziuni vulcanice.